# Cokół (lampy)

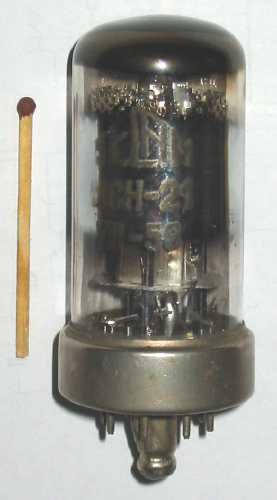
Lampa UCH21 o cokole loktalowym

Cokół lampy elektronowej – układ styków stale połączonych z elektrodami znajdującymi się wewnątrz lampy, zapewniający połączenie elektryczne z obwodami zewnętrznymi przy jednoczesnym zachowaniu szczelności lampy (której wnętrze może być wypełnione gazem o ciśnieniu odmiennym od atmosferycznego lub może w nim występować próżnia). Cokół pozwala na umieszczenie lampy w podstawce lampowej. 
Spośród wielu typów cokołów stosowanych w technice lampowej można wyróżnić:
- bocznostykowy (np. AZ1),
- 8-nóżkowe – oktalowy (np. EL34) i loktalowy[1] (np. DL21),
- heptalowy (miniaturowy) 7-nóżkowy (np. ECC91),
- nowalowy – 9-nóżkowy (np. ECC83),
- dekalowy – 10-nóżkowy (np. PFL200).

W europejskim literowo-liczbowym systemie oznaczeń lamp pierwsza cyfra liczby dwucyfrowej  określa rodzaj cokołu np. 3 oznacza cokół oktalowy.  Szczegółowe informacje  o cokołach (wraz z rysunkami) są  podawane w katalogach lampowych.

## Rodzaje cokołów

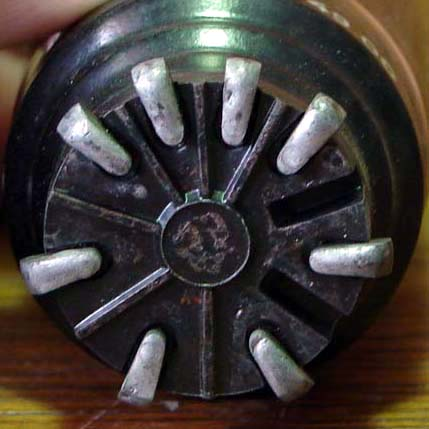
Bocznostykowy
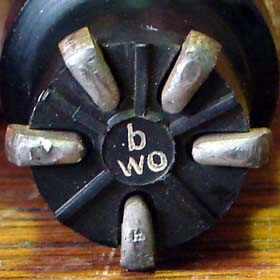
Bocznostykowy mały
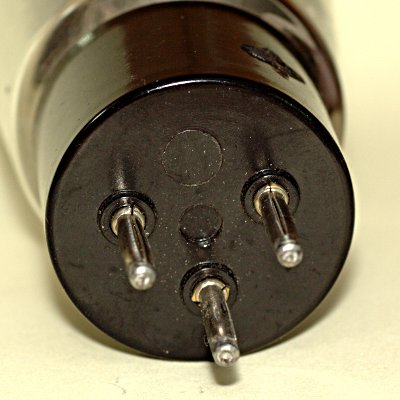
Europejski 3-nóżkowy
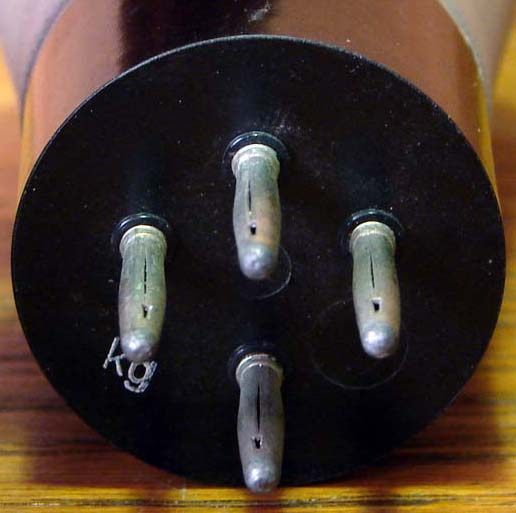
Europejski 4-nóżkowy
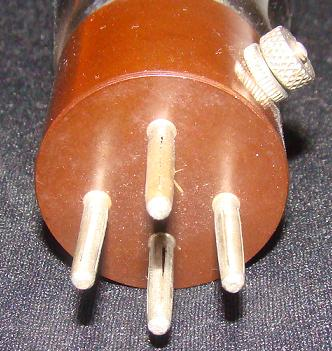
Europejski 4-nóżkowy z zaciskiem
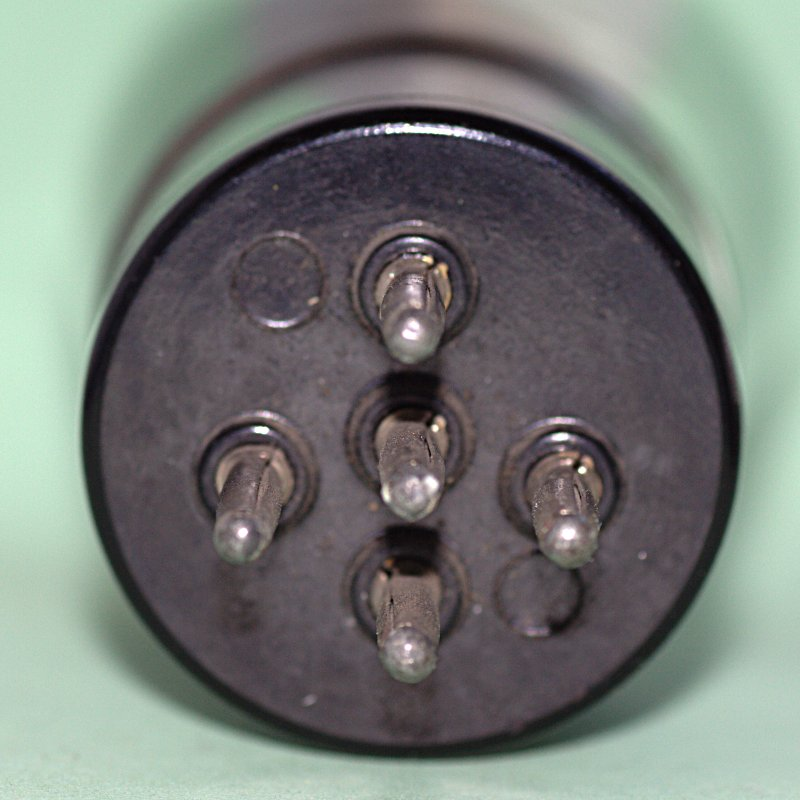
Europejski 5-nóżkowy
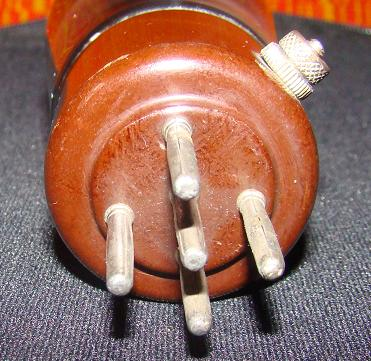
Europejski 5-nóżkowy z zaciskiem
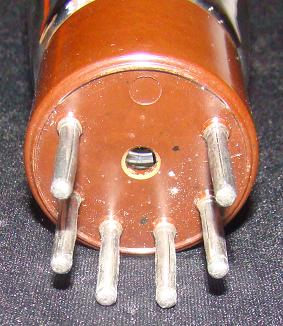
Europejski (kontynentalny) 6-nóżkowy
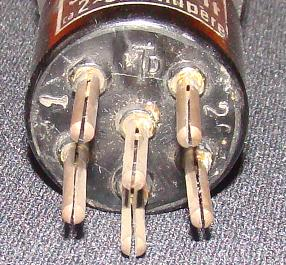
Wczesny 6-nóżkowy
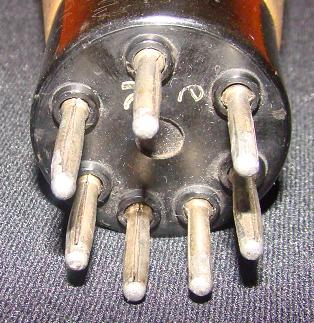
Europejski (kontynentalny) 7-nóżkowy
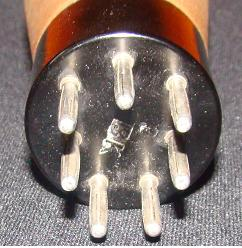
Europejski (brytyjski) 7-nóżkowy
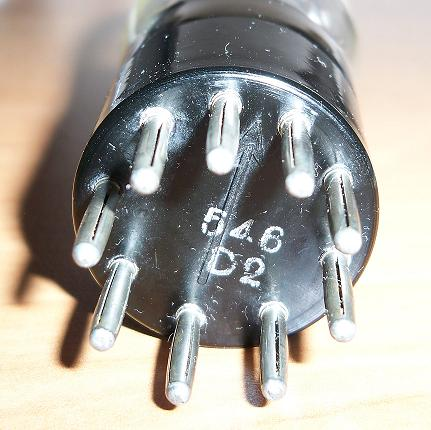
Europejski (brytyjski) 9-nóżkowy
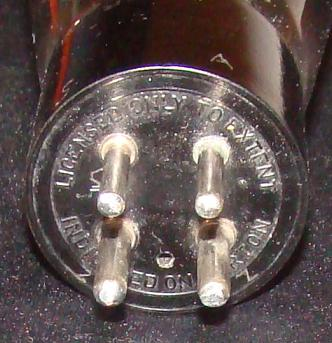
Amerykański 4-nóżkowy
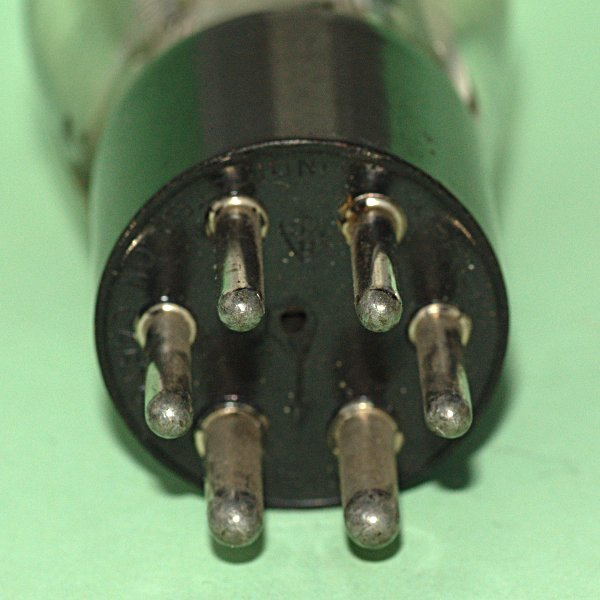
Amerykański 6-nóżkowy
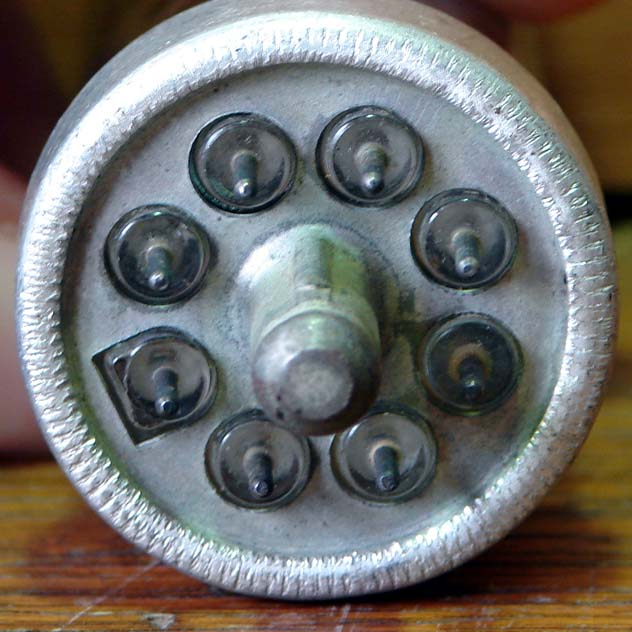
Loktalowy 8-nóżkowy
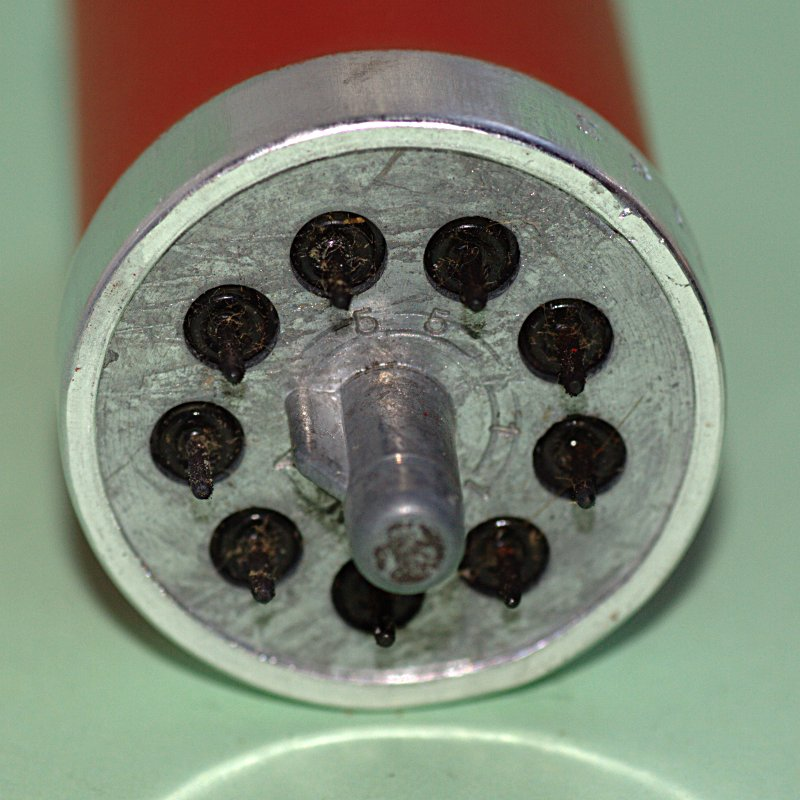
Loktalowy 9-nóżkowy
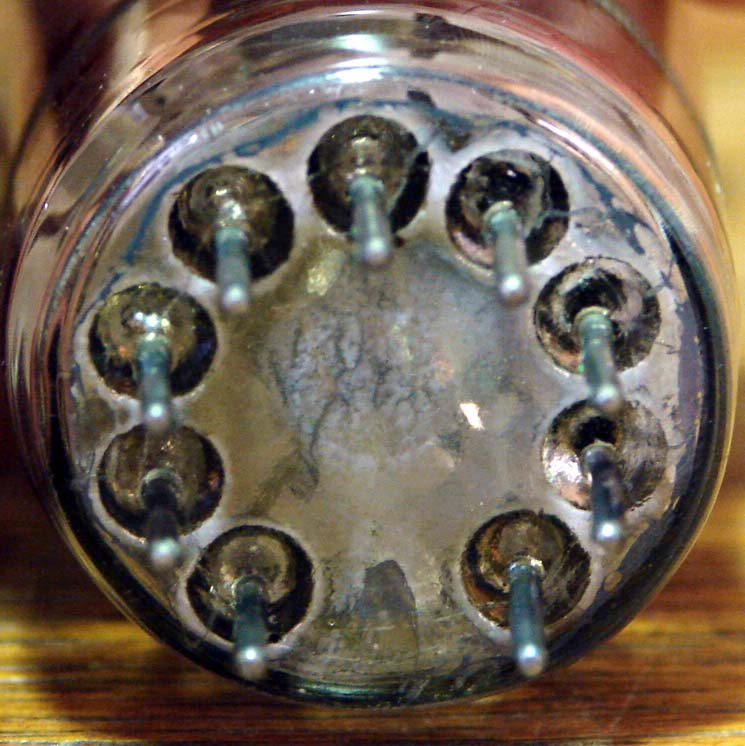
Magnowalowy
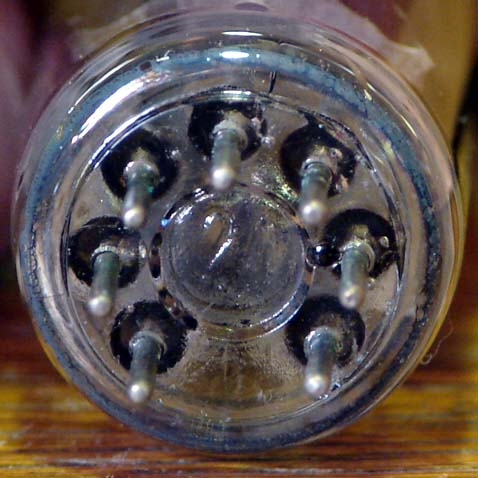
Miniaturowy 7-nóżkowy
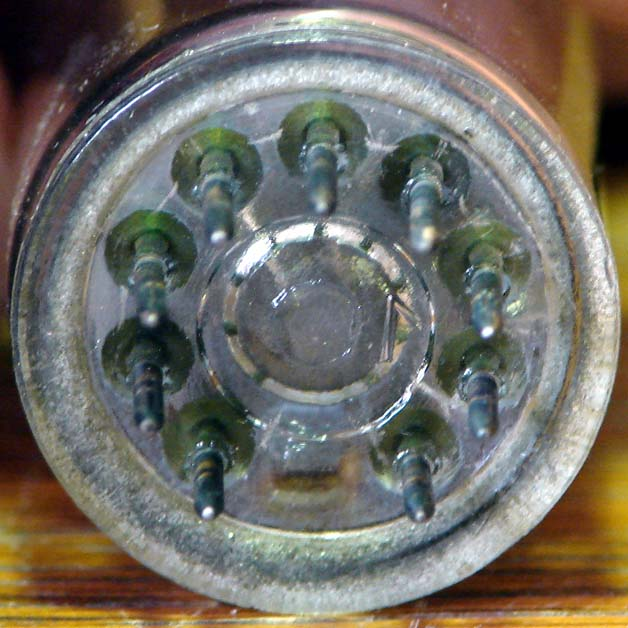
Nowalowy
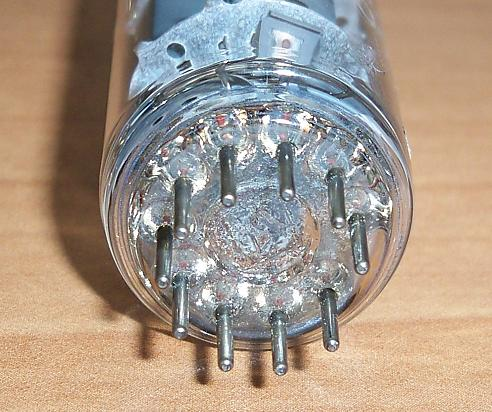
Dekalowy
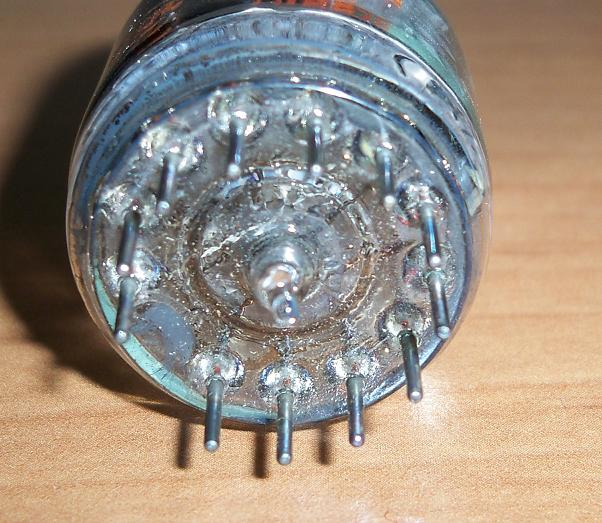
Duodekar
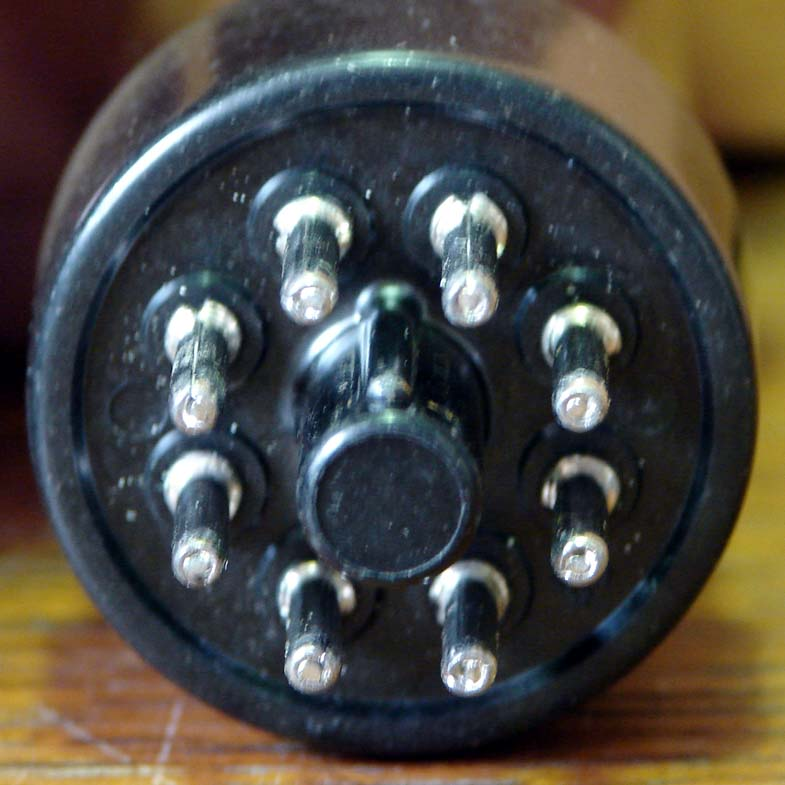
Oktalowy
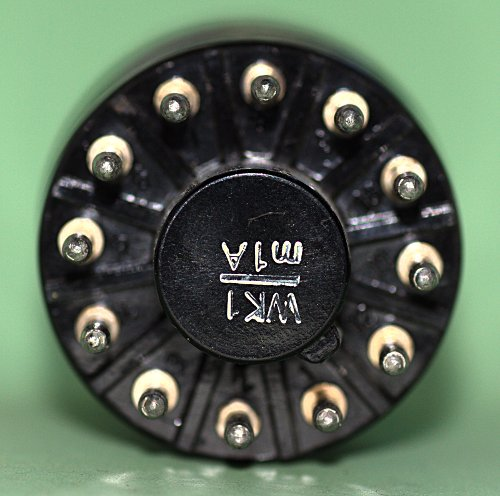
Duodekal
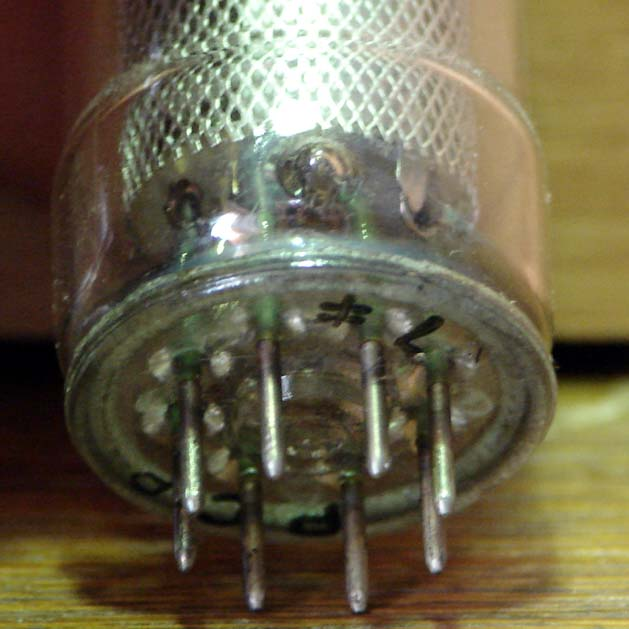
Rimlokowy
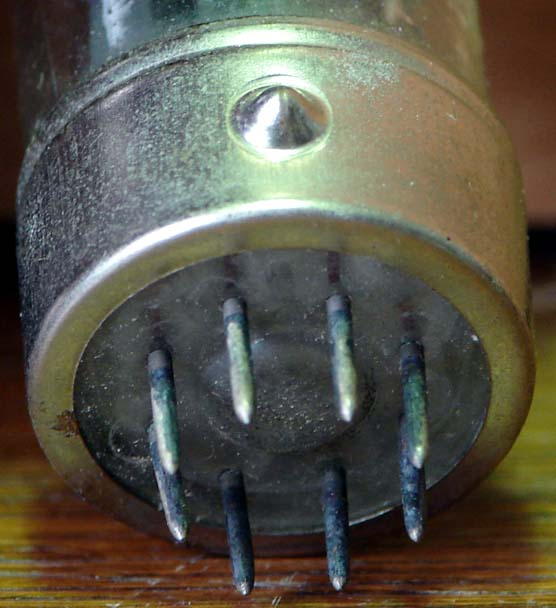
Rimlokowy (z metalowym pierścieniem)
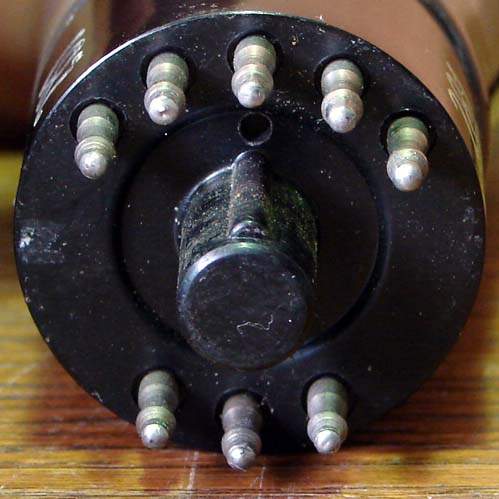
"Stalowy"
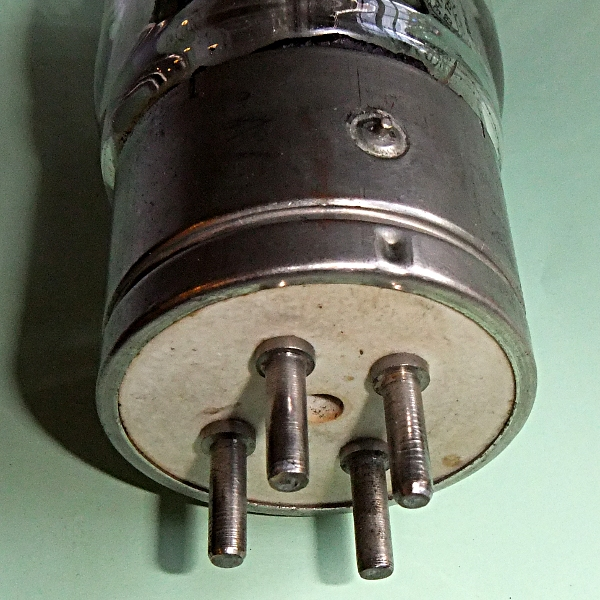
Super jumbo 4-nóżkowy
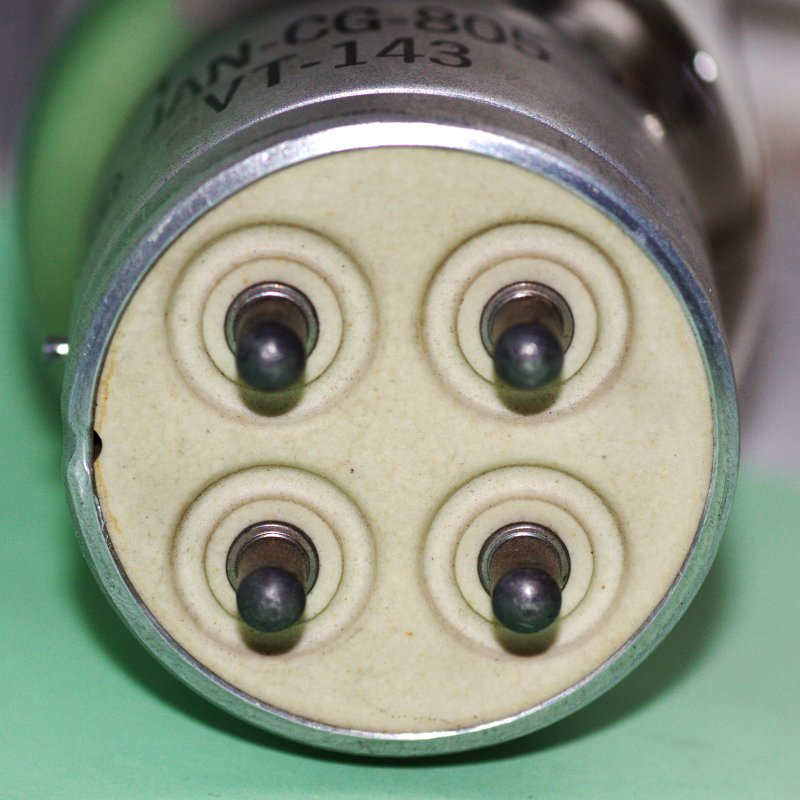
Jumbo 4-nóżkowy
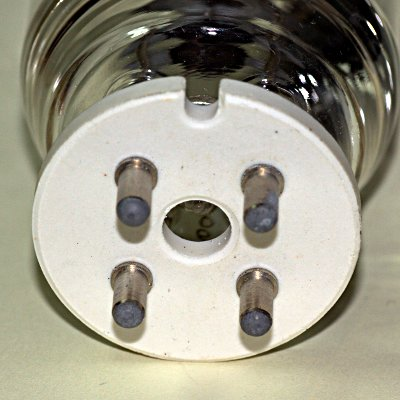
Jumbo z ceramicznym dyskiem
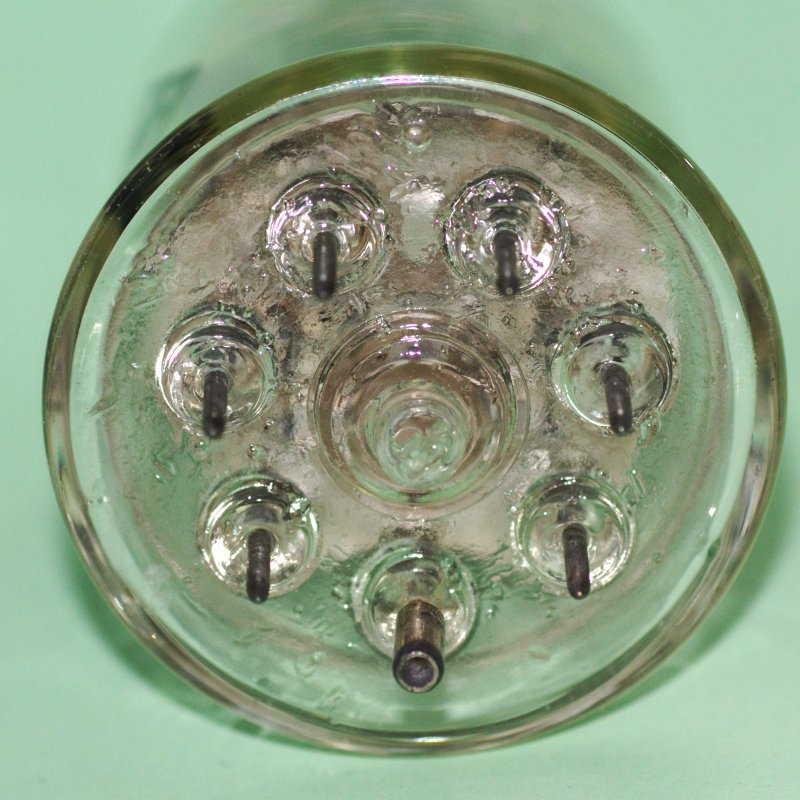
Septar